# Heybal
Heybal je priimek v Sloveniji, ki ga je po podatkih Statističnega urada Republike Slovenije na dan 1. januarja 2010 uporabljalo 8 oseb.  

## Znani nosilci priimka
- Valerija Heybal (1918—1994), operna pevka, sopranistka